# ايمانويل هان
ايمانويل هان هو نحات كندي، ولد في 30 مايو 1881 في رويتلينغن في ألمانيا، وتوفي في 14 فبراير 1957 في تورونتو في كندا.